# Croatá
Croatá is een gemeente in de Braziliaanse deelstaat Ceará. De gemeente telt 18.246 inwoners (schatting 2009).